# Rob Reiner
Robert Reiner (n. 6 martie 1947) este un actor american, regizor, producător și activist. Ca actor, Reiner a devenit cunoscut publicului american cu rolul lui Michael Stivic, ginerele lui Archie și Edith Bunker (interpretați de  Carroll O'Connor și Jean Stapleton), în All in the Family (1971). Rolul i-a adus două premii Emmy de-a lungul anilor 1970. Ca regizor, Reiner a fost recunoscut de Directors Guild of America (DGA) că a atins maturitatea artistică cu filme ca  Prietenie, Când Harry a cunoscut-o pe Sally sau Oameni de onoare. De asemenea a regizat filmul psihologic de groază Tortura, comedie fantastică romantică de aventuri File de poveste și comedia heavy metal mockumentar Spinal Tap. A absolvit UCLA Film School.

## Biografie
Rob Reiner este fiul cunoscutului actor Carl Reiner.

## Filmografie
| - Enter Laughing – actor (1967) - Halls of Anger – actor (1969) - Where's Poppa? – actor (1970) - Summertree – actor (1971) - Fire Sale – actor (1977) - The Jerk – actor (1979) - This Is Spinal Tap – actor/regizor/scenarist (1984) - The Sure Thing – regizor (1985) - Stand by Me – regizor (1986) - The Princess Bride – regizor/producător (1987) - Throw Momma from the Train – actor (1987) - When Harry Met Sally... – regizor/producător (1989) - Postcards from the Edge – actor (1990) - Misery – actor/regizor/producător (1990) - A Few Good Men – regizor/producător (1992) - Sleepless in Seattle – actor (1993) - North – regizor/producător (1994) - Bullets Over Broadway – actor (1994) - For Better or Worse – actor (1995) - The American President – regizor/producător (1995) - Bye Bye Love – actor (1995) - Ghosts of Mississippi – regizor/producător (1996) - The First Wives Club – actor (1996) - Primary Colors – actor (1998) - EDtv – actor (1999) - The Story of Us – actor/regizor/producător (1999) - Alex & Emma – actor/regizor/producător (2003) - Dickie Roberts: Former Child Star – actor (2003) - Rumor Has It... – regizor (2005) - Everyone's Hero – actor de voce (2006) - The Bucket List – regizor/producător (2007) - Flipped – regizor/producător/scenarist (2010) - The Magic of Belle Isle – regizor/producător (2012) - The Wolf of Wall Street – actor (2013) - And So It Goes – regizor/producător (2014) | - The Mothers-In-Law – regizor (1967) - Batman – Delivery Boy (1967) - The Smothers Brothers – scenarist (1967) - The Andy Griffith Show – Copyboy (1967) - Gomer Pyle, U.S.M.C. – hippie considering the Marine Corps (1969) - The Beverly Hillbillies – Jethro's College protester friend (1969) - The Partridge Family – Snake (1971) - All in the Family – Michael Stivic (1971–1978) - The Super – Co-creator and scenarist (1972) - The Rockford Files – Larry 'King' Sturtevant (1974) - The Odd Couple – Sheldn, Myrna's boyfriend (1974) - Free Country – Joseph Bresner (1978) - Archie Bunker's Place – Michael Stivic (1979) - Saturday Night Live – Himself (1975) - The $10,000 Pyramid – invitat în rolul săuon debut week (1973) - Happy Days – Cowrote the first episode (1974) - Likely Stories: Vol. 1 – regizor (1981) - Million Dollar Infield (1982) - It's Garry Shandling's Show – Appeared several times as himself, helping Garry to 'advance the plot' (1986–1990) - Morton & Hayes – Narrator (1991) - The Larry Sanders Show – Cameo playing himself in the episode "Doubt of the Benefit" (September 1994) - Curb Your Enthusiasm – Season 2, episode 5 (as himself) (2001) - The Simpsons – invitat-starred în rolul săuin "Million Dollar Abie" (2006) - Studio 60 on the Sunset Strip – invitat-starred în rolul său(2006) - Hannah Montana – invitat-starred în rolul său(2009) - Wizards of Waverly Place – invitat-starred în rolul său(2009) - 30 Rock – invitat-starred în rolul său(2010) - Real Time with Bill Maher – invitat (2010, 2012 and 2013) - New Girl – Parents (2012) - New Girl – Winston's Birthday (2013) |

## Legături externe
- Rob Reiner la Internet Movie Database
- Rob Reiner la CineMagia
- Rob Reiner's biography, awards, and milestones at Hollywood.com
- Rob Reiner Archive of American Television Interview
- American Foundation for Civil Rights at Wehoconfidential.com
- Format:EmmyTVLegends name